# Vuelta a Andalucía 2023
La 69.ª edición de la competición ciclista Vuelta a Andalucía fue una carrera de ciclismo en ruta por etapas que se celebró entre el 15 y el 19 de febrero de 2023 en España con inicio en la ciudad de Puente de Génave y final en la ciudad de Alhaurín de la Torre, sobre una distancia total de 845,2 kilómetros.
La carrera formó parte del UCI ProSeries 2023, calendario ciclístico mundial de segunda división, dentro de la categoría UCI 2.Pro y fue ganada por el esloveno Tadej Pogačar del UAE Emirates. Completaron el podio, como segundo y tercer clasificado respectivamente, el español Mikel Landa y el colombiano Santiago Buitrago, ambos del Bahrain Victorious.

## Equipos participantes
Tomaron parte en la carrera 17 equipos: 8 de categoría UCI WorldTeam invitados por la organización y 9 de categoría UCI ProTeam. Formaron así un pelotón de 119 ciclistas de los que acabaron 92. Los equipos participantes fueron:
| WorldTeams (8)- Alpecin-Deceuninck - Astana Qazaqstan Team - Bahrain Victorious - Ineos Grenadiers - Intermarché-Circus-Wanty - Team Jayco AlUla - Movistar Team - UAE Team Emirates ProTeams (9)- Burgos-BH - Caja Rural-Seguros RGA - Eolo-Kometa - Euskaltel-Euskadi - Israel-Premier Tech - Equipo Kern Pharma - Lotto Dstny - Team Flanders-Baloise - TotalEnergies |
| |

## Recorrido
La Vuelta a Andalucía dispuso de cinco etapas dividido en dos etapas escarpadas, dos etapas de media montaña, y una etapa de alta montaña, para un recorrido total de 845,2 kilómetros.
| Etapa     | Fecha     | Recorrido                                  | type                   | Distancia (km) | Desnivel (m) | Ganador       | Líder         |
| --------- | --------- | ------------------------------------------ | ---------------------- | -------------- | ------------ | ------------- | ------------- |
| 1.ª etapa | 15 de feb | Puente de Génave – Santiago de la Espada   | etapa de montaña       | 179            | 3947 m       | Tadej Pogačar | Tadej Pogačar |
| 2.ª etapa | 16 de feb | Diezma – Alcalá la Real                    | etapa de media montaña | 156,1          | 2589 m       | Tadej Pogačar | Tadej Pogačar |
| 3.ª etapa | 17 de feb | Alcalá de Guadaíra – Alcalá de los Gazules | etapa llana            | 161            | 1667 m       | Tim Wellens   | Tadej Pogačar |
| 4.ª etapa | 18 de feb | Olvera – Iznájar                           | etapa de media montaña | 164,8          | 3095 m       | Tadej Pogačar | Tadej Pogačar |
| 5.ª etapa | 19 de feb | Villa de Otura – Alhaurín de la Torre      | etapa de media montaña | 184,3          | 2910 m       | Omar Fraile   | Tadej Pogačar |

## Desarrollo de la carrera

### 1.ª etapa
| Puente de Génave - Santiago de la Espada | etapa de montaña | (179 km) |

| \| Clasificación de la etapa \| Clasificación de la etapa \| Clasificación de la etapa \| Clasificación de la etapa \| Clasificación de la etapa \| \| Ciclista \| Ciclista \| Equipo \| Tiempo \| \| \| ------------------------- \| ------------------------- \| ------------------------- \| ------------------------- \| ------------------------- \| \| 1.º \| Tadej Pogačar \| UAE Team Emirates \| 5 h 04 min 19 s \| \| \| 2.º \| Mikel Landa \| Bahrain Victorious \| + 38 s \| \| \| 3.º \| Carlos Rodríguez \| Ineos Grenadiers \| + 38 s \| \| \| 4.º \| Santiago Buitrago \| Bahrain Victorious \| + 38 s \| \| \| 5.º \| Tao Geoghegan Hart \| Ineos Grenadiers \| + 1 min 38 s \| \| \| 6.º \| Pavel Sivakov \| Ineos Grenadiers \| + 1 min 39 s \| \| \| 7.º \| Damiano Caruso \| Bahrain Victorious \| + 1 min 39 s \| \| \| 8.º \| Enric Mas \| Movistar Team \| + 1 min 39 s \| \| \| 9.º \| Jack Haig \| Bahrain Victorious \| + 1 min 39 s \| \| \| 10.º \| Jefferson Cepeda \| Caja Rural-Seguros RGA \| + 1 min 41 s \| \| |                    |                        |                 |
| |                    |                        |                 |
| Fuente: ProCyclingStats |                    |                        |                 |
| Clasificación de la etapa |                    |                        |                 |
| Ciclista | Ciclista           | Equipo                 | Tiempo          |
| 1.º | Tadej Pogačar      | UAE Team Emirates      | 5 h 04 min 19 s |
| 2.º | Mikel Landa        | Bahrain Victorious     | + 38 s          |
| 3.º | Carlos Rodríguez   | Ineos Grenadiers       | + 38 s          |
| 4.º | Santiago Buitrago  | Bahrain Victorious     | + 38 s          |
| 5.º | Tao Geoghegan Hart | Ineos Grenadiers       | + 1 min 38 s    |
| 6.º | Pavel Sivakov      | Ineos Grenadiers       | + 1 min 39 s    |
| 7.º | Damiano Caruso     | Bahrain Victorious     | + 1 min 39 s    |
| 8.º | Enric Mas          | Movistar Team          | + 1 min 39 s    |
| 9.º | Jack Haig          | Bahrain Victorious     | + 1 min 39 s    |
| 10.º | Jefferson Cepeda   | Caja Rural-Seguros RGA | + 1 min 41 s    |

| \| Clasificación general \| Clasificación general \| Clasificación general \| Clasificación general \| Clasificación general \| \| Ciclista \| Ciclista \| Equipo \| Tiempo \| \| \| --------------------- \| --------------------- \| ---------------------- \| --------------------- \| --------------------- \| \| 1.º \| Tadej Pogačar \| UAE Team Emirates \| 5 h 04 min 19 s \| \| \| 2.º \| Mikel Landa \| Bahrain Victorious \| + 38 s \| \| \| 3.º \| Carlos Rodríguez \| Ineos Grenadiers \| + 38 s \| \| \| 4.º \| Santiago Buitrago \| Bahrain Victorious \| + 38 s \| \| \| 5.º \| Tao Geoghegan Hart \| Ineos Grenadiers \| + 1 min 38 s \| \| \| 6.º \| Pavel Sivakov \| Ineos Grenadiers \| + 1 min 39 s \| \| \| 7.º \| Damiano Caruso \| Bahrain Victorious \| + 1 min 39 s \| \| \| 8.º \| Enric Mas \| Movistar Team \| + 1 min 39 s \| \| \| 9.º \| Jack Haig \| Bahrain Victorious \| + 1 min 39 s \| \| \| 10.º \| Jefferson Cepeda \| Caja Rural-Seguros RGA \| + 1 min 41 s \| \| |                    |                        |                 |
| |                    |                        |                 |
| Fuente: ProCyclingStats |                    |                        |                 |
| Clasificación general |                    |                        |                 |
| Ciclista | Ciclista           | Equipo                 | Tiempo          |
| 1.º | Tadej Pogačar      | UAE Team Emirates      | 5 h 04 min 19 s |
| 2.º | Mikel Landa        | Bahrain Victorious     | + 38 s          |
| 3.º | Carlos Rodríguez   | Ineos Grenadiers       | + 38 s          |
| 4.º | Santiago Buitrago  | Bahrain Victorious     | + 38 s          |
| 5.º | Tao Geoghegan Hart | Ineos Grenadiers       | + 1 min 38 s    |
| 6.º | Pavel Sivakov      | Ineos Grenadiers       | + 1 min 39 s    |
| 7.º | Damiano Caruso     | Bahrain Victorious     | + 1 min 39 s    |
| 8.º | Enric Mas          | Movistar Team          | + 1 min 39 s    |
| 9.º | Jack Haig          | Bahrain Victorious     | + 1 min 39 s    |
| 10.º | Jefferson Cepeda   | Caja Rural-Seguros RGA | + 1 min 41 s    |

### 2.ª etapa
| Diezma - Alcalá la Real | etapa de media montaña | (156,1 km) |

| \| Clasificación de la etapa \| Clasificación de la etapa \| Clasificación de la etapa \| Clasificación de la etapa \| Clasificación de la etapa \| \| Ciclista \| Ciclista \| Equipo \| Tiempo \| \| \| ------------------------- \| ------------------------- \| ------------------------- \| ------------------------- \| ------------------------- \| \| 1.º \| Tadej Pogačar \| UAE Team Emirates \| 3 h 40 min 10 s \| \| \| 2.º \| Enric Mas \| Movistar Team \| + 4 s \| \| \| 3.º \| Santiago Buitrago \| Bahrain Victorious \| + 4 s \| \| \| 4.º \| Mikel Landa \| Bahrain Victorious \| + 4 s \| \| \| 5.º \| Carlos Rodríguez \| Ineos Grenadiers \| + 4 s \| \| \| 6.º \| Lorenzo Rota \| Intermarché-Circus-Wanty \| + 17 s \| \| \| 7.º \| Dylan Teuns \| Israel-Premier Tech \| + 21 s \| \| \| 8.º \| Tao Geoghegan Hart \| Ineos Grenadiers \| + 24 s \| \| \| 9.º \| Damiano Caruso \| Bahrain Victorious \| + 33 s \| \| \| 10.º \| Georg Zimmermann \| Intermarché-Circus-Wanty \| + 36 s \| \| |                    |                          |                 |
| |                    |                          |                 |
| Fuente: ProCyclingStats |                    |                          |                 |
| Clasificación de la etapa |                    |                          |                 |
| Ciclista | Ciclista           | Equipo                   | Tiempo          |
| 1.º | Tadej Pogačar      | UAE Team Emirates        | 3 h 40 min 10 s |
| 2.º | Enric Mas          | Movistar Team            | + 4 s           |
| 3.º | Santiago Buitrago  | Bahrain Victorious       | + 4 s           |
| 4.º | Mikel Landa        | Bahrain Victorious       | + 4 s           |
| 5.º | Carlos Rodríguez   | Ineos Grenadiers         | + 4 s           |
| 6.º | Lorenzo Rota       | Intermarché-Circus-Wanty | + 17 s          |
| 7.º | Dylan Teuns        | Israel-Premier Tech      | + 21 s          |
| 8.º | Tao Geoghegan Hart | Ineos Grenadiers         | + 24 s          |
| 9.º | Damiano Caruso     | Bahrain Victorious       | + 33 s          |
| 10.º | Georg Zimmermann   | Intermarché-Circus-Wanty | + 36 s          |

| \| Clasificación general \| Clasificación general \| Clasificación general \| Clasificación general \| Clasificación general \| \| Ciclista \| Ciclista \| Equipo \| Tiempo \| \| \| --------------------- \| --------------------- \| --------------------- \| --------------------- \| --------------------- \| \| 1.º \| Tadej Pogačar \| UAE Team Emirates \| 8 h 44 min 19 s \| \| \| 2.º \| Santiago Buitrago \| Bahrain Victorious \| + 48 s \| \| \| 3.º \| Mikel Landa \| Bahrain Victorious \| + 52 s \| \| \| 4.º \| Carlos Rodríguez \| Ineos Grenadiers \| + 52 s \| \| \| 5.º \| Enric Mas \| Movistar Team \| + 1 min 47 s \| \| \| 6.º \| Tao Geoghegan Hart \| Ineos Grenadiers \| + 2 min 12 s \| \| \| 7.º \| Damiano Caruso \| Bahrain Victorious \| + 2 min 22 s \| \| \| 8.º \| Rafał Majka \| UAE Team Emirates \| + 2 min 51 s \| \| \| 9.º \| Pavel Sivakov \| Ineos Grenadiers \| + 2 min 52 s \| \| \| 10.º \| Jack Haig \| Bahrain Victorious \| + 2 min 52 s \| \| |                    |                    |                 |
| |                    |                    |                 |
| Fuente: ProCyclingStats |                    |                    |                 |
| Clasificación general |                    |                    |                 |
| Ciclista | Ciclista           | Equipo             | Tiempo          |
| 1.º | Tadej Pogačar      | UAE Team Emirates  | 8 h 44 min 19 s |
| 2.º | Santiago Buitrago  | Bahrain Victorious | + 48 s          |
| 3.º | Mikel Landa        | Bahrain Victorious | + 52 s          |
| 4.º | Carlos Rodríguez   | Ineos Grenadiers   | + 52 s          |
| 5.º | Enric Mas          | Movistar Team      | + 1 min 47 s    |
| 6.º | Tao Geoghegan Hart | Ineos Grenadiers   | + 2 min 12 s    |
| 7.º | Damiano Caruso     | Bahrain Victorious | + 2 min 22 s    |
| 8.º | Rafał Majka        | UAE Team Emirates  | + 2 min 51 s    |
| 9.º | Pavel Sivakov      | Ineos Grenadiers   | + 2 min 52 s    |
| 10.º | Jack Haig          | Bahrain Victorious | + 2 min 52 s    |

### 3.ª etapa
| Alcalá de Guadaíra - Alcalá de los Gazules | etapa llana | (161 km) |

| \| Clasificación de la etapa \| Clasificación de la etapa \| Clasificación de la etapa \| Clasificación de la etapa \| Clasificación de la etapa \| \| Ciclista \| Ciclista \| Equipo \| Tiempo \| \| \| ------------------------- \| ------------------------- \| ------------------------- \| ------------------------- \| ------------------------- \| \| 1.º \| Tim Wellens \| UAE Team Emirates \| 3 h 47 min 12 s \| \| \| 2.º \| Pierre Latour \| TotalEnergies \| + 14 s \| \| \| 3.º \| Samuele Battistella \| Astana Qazaqstan Team \| + 15 s \| \| \| 4.º \| Connor Swift \| Ineos Grenadiers \| + 15 s \| \| \| 5.º \| Laurenz Rex \| Intermarché-Circus-Wanty \| + 16 s \| \| \| 6.º \| Davide Bais \| Eolo-Kometa \| + 16 s \| \| \| 7.º \| Edoardo Zambanini \| Bahrain Victorious \| + 16 s \| \| \| 8.º \| Cyril Barthe \| Burgos-BH \| + 26 s \| \| \| 9.º \| Erik Fetter \| Eolo-Kometa \| + 28 s \| \| \| 10.º \| Gorka Izagirre \| Movistar Team \| + 28 s \| \| |                     |                          |                 |
| |                     |                          |                 |
| Fuente: ProCyclingStats |                     |                          |                 |
| Clasificación de la etapa |                     |                          |                 |
| Ciclista | Ciclista            | Equipo                   | Tiempo          |
| 1.º | Tim Wellens         | UAE Team Emirates        | 3 h 47 min 12 s |
| 2.º | Pierre Latour       | TotalEnergies            | + 14 s          |
| 3.º | Samuele Battistella | Astana Qazaqstan Team    | + 15 s          |
| 4.º | Connor Swift        | Ineos Grenadiers         | + 15 s          |
| 5.º | Laurenz Rex         | Intermarché-Circus-Wanty | + 16 s          |
| 6.º | Davide Bais         | Eolo-Kometa              | + 16 s          |
| 7.º | Edoardo Zambanini   | Bahrain Victorious       | + 16 s          |
| 8.º | Cyril Barthe        | Burgos-BH                | + 26 s          |
| 9.º | Erik Fetter         | Eolo-Kometa              | + 28 s          |
| 10.º | Gorka Izagirre      | Movistar Team            | + 28 s          |

| \| Clasificación general \| Clasificación general \| Clasificación general \| Clasificación general \| Clasificación general \| \| Ciclista \| Ciclista \| Equipo \| Tiempo \| \| \| --------------------- \| ------------------------ \| --------------------- \| --------------------- \| --------------------- \| \| 1.º \| Tadej Pogačar \| UAE Team Emirates \| 12 h 35 min 57 s \| \| \| 2.º \| Santiago Buitrago \| Bahrain Victorious \| + 48 s \| \| \| 3.º \| Mikel Landa \| Bahrain Victorious \| + 52 s \| \| \| 4.º \| Carlos Rodríguez \| Ineos Grenadiers \| + 52 s \| \| \| 5.º \| Enric Mas \| Movistar Team \| + 1 min 47 s \| \| \| 6.º \| Tao Geoghegan Hart \| Ineos Grenadiers \| + 2 min 12 s \| \| \| 7.º \| José Manuel Díaz Gallego \| Burgos-BH \| + 2 min 19 s \| \| \| 8.º \| Gorka Izagirre \| Movistar Team \| + 2 min 21 s \| \| \| 9.º \| Damiano Caruso \| Bahrain Victorious \| + 2 min 22 s \| \| \| 10.º \| Tim Wellens \| UAE Team Emirates \| + 2 min 26 s \| \| |                          |                    |                  |
| |                          |                    |                  |
| Fuente: ProCyclingStats |                          |                    |                  |
| Clasificación general |                          |                    |                  |
| Ciclista | Ciclista                 | Equipo             | Tiempo           |
| 1.º | Tadej Pogačar            | UAE Team Emirates  | 12 h 35 min 57 s |
| 2.º | Santiago Buitrago        | Bahrain Victorious | + 48 s           |
| 3.º | Mikel Landa              | Bahrain Victorious | + 52 s           |
| 4.º | Carlos Rodríguez         | Ineos Grenadiers   | + 52 s           |
| 5.º | Enric Mas                | Movistar Team      | + 1 min 47 s     |
| 6.º | Tao Geoghegan Hart       | Ineos Grenadiers   | + 2 min 12 s     |
| 7.º | José Manuel Díaz Gallego | Burgos-BH          | + 2 min 19 s     |
| 8.º | Gorka Izagirre           | Movistar Team      | + 2 min 21 s     |
| 9.º | Damiano Caruso           | Bahrain Victorious | + 2 min 22 s     |
| 10.º | Tim Wellens              | UAE Team Emirates  | + 2 min 26 s     |

### 4.ª etapa
| Olvera - Iznájar | etapa de media montaña | (164,8 km) |

| \| Clasificación de la etapa \| Clasificación de la etapa \| Clasificación de la etapa \| Clasificación de la etapa \| Clasificación de la etapa \| \| Ciclista \| Ciclista \| Equipo \| Tiempo \| \| \| ------------------------- \| ------------------------- \| ------------------------- \| ------------------------- \| ------------------------- \| \| 1.º \| Tadej Pogačar \| UAE Team Emirates \| 4 h 01 min 39 s \| \| \| 2.º \| Enric Mas \| Movistar Team \| + 3 s \| \| \| 3.º \| Lorenzo Rota \| Intermarché-Circus-Wanty \| + 9 s \| \| \| 4.º \| Mikel Landa \| Bahrain Victorious \| + 12 s \| \| \| 5.º \| Santiago Buitrago \| Bahrain Victorious \| + 21 s \| \| \| 6.º \| Nick Schultz \| Israel-Premier Tech \| + 21 s \| \| \| 7.º \| Tao Geoghegan Hart \| Ineos Grenadiers \| + 21 s \| \| \| 8.º \| Andreas Kron \| Lotto Dstny \| + 24 s \| \| \| 9.º \| Damiano Caruso \| Bahrain Victorious \| + 33 s \| \| \| 10.º \| Carlos Rodríguez \| Ineos Grenadiers \| + 33 s \| \| |                    |                          |                 |
| |                    |                          |                 |
| Fuente: ProCyclingStats |                    |                          |                 |
| Clasificación de la etapa |                    |                          |                 |
| Ciclista | Ciclista           | Equipo                   | Tiempo          |
| 1.º | Tadej Pogačar      | UAE Team Emirates        | 4 h 01 min 39 s |
| 2.º | Enric Mas          | Movistar Team            | + 3 s           |
| 3.º | Lorenzo Rota       | Intermarché-Circus-Wanty | + 9 s           |
| 4.º | Mikel Landa        | Bahrain Victorious       | + 12 s          |
| 5.º | Santiago Buitrago  | Bahrain Victorious       | + 21 s          |
| 6.º | Nick Schultz       | Israel-Premier Tech      | + 21 s          |
| 7.º | Tao Geoghegan Hart | Ineos Grenadiers         | + 21 s          |
| 8.º | Andreas Kron       | Lotto Dstny              | + 24 s          |
| 9.º | Damiano Caruso     | Bahrain Victorious       | + 33 s          |
| 10.º | Carlos Rodríguez   | Ineos Grenadiers         | + 33 s          |

| \| Clasificación general \| Clasificación general \| Clasificación general \| Clasificación general \| Clasificación general \| \| Ciclista \| Ciclista \| Equipo \| Tiempo \| \| \| --------------------- \| --------------------- \| ------------------------ \| --------------------- \| --------------------- \| \| 1.º \| Tadej Pogačar \| UAE Team Emirates \| 16 h 36 min 58 s \| \| \| 2.º \| Mikel Landa \| Bahrain Victorious \| + 1 min 14 s \| \| \| 3.º \| Santiago Buitrago \| Bahrain Victorious \| + 1 min 19 s \| \| \| 4.º \| Carlos Rodríguez \| Ineos Grenadiers \| + 1 min 35 s \| \| \| 5.º \| Enric Mas \| Movistar Team \| + 1 min 54 s \| \| \| 6.º \| Tao Geoghegan Hart \| Ineos Grenadiers \| + 2 min 43 s \| \| \| 7.º \| Damiano Caruso \| Bahrain Victorious \| + 3 min 05 s \| \| \| 8.º \| Lorenzo Rota \| Intermarché-Circus-Wanty \| + 3 min 23 s \| \| \| 9.º \| Andreas Kron \| Lotto Dstny \| + 3 min 45 s \| \| \| 10.º \| Pavel Sivakov \| Ineos Grenadiers \| + 3 min 53 s \| \| |                    |                          |                  |
| |                    |                          |                  |
| Fuente: ProCyclingStats |                    |                          |                  |
| Clasificación general |                    |                          |                  |
| Ciclista | Ciclista           | Equipo                   | Tiempo           |
| 1.º | Tadej Pogačar      | UAE Team Emirates        | 16 h 36 min 58 s |
| 2.º | Mikel Landa        | Bahrain Victorious       | + 1 min 14 s     |
| 3.º | Santiago Buitrago  | Bahrain Victorious       | + 1 min 19 s     |
| 4.º | Carlos Rodríguez   | Ineos Grenadiers         | + 1 min 35 s     |
| 5.º | Enric Mas          | Movistar Team            | + 1 min 54 s     |
| 6.º | Tao Geoghegan Hart | Ineos Grenadiers         | + 2 min 43 s     |
| 7.º | Damiano Caruso     | Bahrain Victorious       | + 3 min 05 s     |
| 8.º | Lorenzo Rota       | Intermarché-Circus-Wanty | + 3 min 23 s     |
| 9.º | Andreas Kron       | Lotto Dstny              | + 3 min 45 s     |
| 10.º | Pavel Sivakov      | Ineos Grenadiers         | + 3 min 53 s     |

### 5.ª etapa
| Villa de Otura - Alhaurín de la Torre | etapa de media montaña | (184,3 km) |

| \| Clasificación de la etapa \| Clasificación de la etapa \| Clasificación de la etapa \| Clasificación de la etapa \| Clasificación de la etapa \| \| Ciclista \| Ciclista \| Equipo \| Tiempo \| \| \| ------------------------- \| ------------------------- \| ------------------------- \| ------------------------- \| ------------------------- \| \| 1.º \| Omar Fraile \| Ineos Grenadiers \| 4 h 27 min 59 s \| \| \| 2.º \| Alessandro Covi \| UAE Team Emirates \| + 0 s \| \| \| 3.º \| Andrea Pasqualon \| Bahrain Victorious \| + 0 s \| \| \| 4.º \| Andreas Kron \| Lotto Dstny \| + 0 s \| \| \| 5.º \| Nick Schultz \| Israel-Premier Tech \| + 0 s \| \| \| 6.º \| Gonzalo Serrano Rodríguez \| Movistar Team \| + 0 s \| \| \| 7.º \| Edvald Boasson Hagen \| TotalEnergies \| + 0 s \| \| \| 8.º \| Damiano Caruso \| Bahrain Victorious \| + 0 s \| \| \| 9.º \| Jesús Ezquerra \| Burgos-BH \| + 0 s \| \| \| 10.º \| Lorenzo Rota \| Intermarché-Circus-Wanty \| + 0 s \| \| |                           |                          |                 |
| |                           |                          |                 |
| Fuente: ProCyclingStats |                           |                          |                 |
| Clasificación de la etapa |                           |                          |                 |
| Ciclista | Ciclista                  | Equipo                   | Tiempo          |
| 1.º | Omar Fraile               | Ineos Grenadiers         | 4 h 27 min 59 s |
| 2.º | Alessandro Covi           | UAE Team Emirates        | + 0 s           |
| 3.º | Andrea Pasqualon          | Bahrain Victorious       | + 0 s           |
| 4.º | Andreas Kron              | Lotto Dstny              | + 0 s           |
| 5.º | Nick Schultz              | Israel-Premier Tech      | + 0 s           |
| 6.º | Gonzalo Serrano Rodríguez | Movistar Team            | + 0 s           |
| 7.º | Edvald Boasson Hagen      | TotalEnergies            | + 0 s           |
| 8.º | Damiano Caruso            | Bahrain Victorious       | + 0 s           |
| 9.º | Jesús Ezquerra            | Burgos-BH                | + 0 s           |
| 10.º | Lorenzo Rota              | Intermarché-Circus-Wanty | + 0 s           |

## Clasificaciones finales
- Las clasificaciones finalizaron de la siguiente forma:[4]

### Clasificación general
| \| Clasificación general \| Clasificación general \| Clasificación general \| Clasificación general \| Clasificación general \| \| Ciclista \| Ciclista \| Equipo \| Tiempo \| \| \| --------------------- \| --------------------- \| ------------------------ \| --------------------- \| --------------------- \| \| 1.º \| Tadej Pogačar \| UAE Team Emirates \| 21 h 04 min 57 s \| \| \| 2.º \| Mikel Landa \| Bahrain Victorious \| + 1 min 23 s \| \| \| 3.º \| Santiago Buitrago \| Bahrain Victorious \| + 1 min 28 s \| \| \| 4.º \| Carlos Rodríguez \| Ineos Grenadiers \| + 1 min 44 s \| \| \| 5.º \| Enric Mas \| Movistar Team \| + 2 min 03 s \| \| \| 6.º \| Tao Geoghegan Hart \| Ineos Grenadiers \| + 2 min 52 s \| \| \| 7.º \| Damiano Caruso \| Bahrain Victorious \| + 3 min 05 s \| \| \| 8.º \| Lorenzo Rota \| Intermarché-Circus-Wanty \| + 3 min 23 s \| \| \| 9.º \| Andreas Kron \| Lotto Dstny \| + 3 min 45 s \| \| \| 10.º \| Pavel Sivakov \| Ineos Grenadiers \| + 4 min 05 s \| \| |                    |                          |                  |
| |                    |                          |                  |
| Fuente: ProCyclingStats |                    |                          |                  |
| Clasificación general |                    |                          |                  |
| Ciclista | Ciclista           | Equipo                   | Tiempo           |
| 1.º | Tadej Pogačar      | UAE Team Emirates        | 21 h 04 min 57 s |
| 2.º | Mikel Landa        | Bahrain Victorious       | + 1 min 23 s     |
| 3.º | Santiago Buitrago  | Bahrain Victorious       | + 1 min 28 s     |
| 4.º | Carlos Rodríguez   | Ineos Grenadiers         | + 1 min 44 s     |
| 5.º | Enric Mas          | Movistar Team            | + 2 min 03 s     |
| 6.º | Tao Geoghegan Hart | Ineos Grenadiers         | + 2 min 52 s     |
| 7.º | Damiano Caruso     | Bahrain Victorious       | + 3 min 05 s     |
| 8.º | Lorenzo Rota       | Intermarché-Circus-Wanty | + 3 min 23 s     |
| 9.º | Andreas Kron       | Lotto Dstny              | + 3 min 45 s     |
| 10.º | Pavel Sivakov      | Ineos Grenadiers         | + 4 min 05 s     |

### Clasificación de la montaña
| Clasificación de la montaña | Clasificación de la montaña | Clasificación de la montaña | Clasificación de la montaña | Clasificación de la montaña |
| Ciclista                    | Ciclista                    | Equipo                      | Puntos                      |                             |
| --------------------------- | --------------------------- | --------------------------- | --------------------------- | --------------------------- |
| 1.º                         | Gotzon Martín               | Euskaltel-Euskadi           | 26 pts                      |                             |
| 2.º                         | Álex Martín                 | Eolo-Kometa                 | 18 pts                      |                             |
| 3.º                         | Dries De Bondt              | Alpecin-Deceuninck          | 16 pts                      |                             |
| 4.º                         | Tadej Pogačar               | UAE Team Emirates           | 15 pts                      |                             |
| 5.º                         | Clément Alleno              | Burgos-BH                   | 10 pts                      |                             |
| 6.º                         | Pavel Sivakov               | Ineos Grenadiers            | 9 pts                       |                             |
| 7.º                         | Mikel Landa                 | Bahrain Victorious          | 9 pts                       |                             |
| 8.º                         | Omar Fraile                 | Ineos Grenadiers            | 8 pts                       |                             |
| 9.º                         | Dries Van Gestel            | TotalEnergies               | 8 pts                       |                             |
| 10.º                        | Pascal Eenkhoorn            | Lotto Dstny                 | 7 pts                       |                             |

### Clasificación de los puntos
| Clasificación por puntos | Clasificación por puntos | Clasificación por puntos | Clasificación por puntos | Clasificación por puntos |
| Ciclista                 | Ciclista                 | Equipo                   | Puntos                   |                          |
| ------------------------ | ------------------------ | ------------------------ | ------------------------ | ------------------------ |
| 1.º                      | Tadej Pogačar            | UAE Team Emirates        | 77 pts                   |                          |
| 2.º                      | Mikel Landa              | Bahrain Victorious       | 48 pts                   |                          |
| 3.º                      | Enric Mas                | Movistar Team            | 48 pts                   |                          |
| 4.º                      | Santiago Buitrago        | Bahrain Victorious       | 42 pts                   |                          |
| 5.º                      | Carlos Rodríguez         | Ineos Grenadiers         | 34 pts                   |                          |
| 6.º                      | Lorenzo Rota             | Intermarché-Circus-Wanty | 32 pts                   |                          |
| 7.º                      | Damiano Caruso           | Bahrain Victorious       | 31 pts                   |                          |
| 8.º                      | Tim Wellens              | UAE Team Emirates        | 29 pts                   |                          |
| 9.º                      | Tao Geoghegan Hart       | Ineos Grenadiers         | 29 pts                   |                          |
| 10.º                     | Omar Fraile              | Ineos Grenadiers         | 25 pts                   |                          |

### Clasificación por equipos
| Clasificación por equipos | Clasificación por equipos | Clasificación por equipos | Clasificación por equipos |
| Equipo                    | Equipo                    | Tiempo                    |                           |
| ------------------------- | ------------------------- | ------------------------- | ------------------------- |
| 1.º                       | Ineos Grenadiers          | 63 h 15 min 54 s          |                           |
| 2.º                       | Bahrain Victorious        | + 43 s                    |                           |
| 3.º                       | UAE Team Emirates         | + 9 min 57 s              |                           |
| 4.º                       | Movistar Team             | + 14 min 41 s             |                           |
| 5.º                       | Team Jayco AlUla          | + 19 min 59 s             |                           |
| 6.º                       | Intermarché-Circus-Wanty  | + 32 min 40 s             |                           |
| 7.º                       | Burgos-BH                 | + 34 min 48 s             |                           |
| 8.º                       | Eolo-Kometa               | + 38 min 55 s             |                           |
| 9.º                       | Israel-Premier Tech       | + 46 min 35 s             |                           |
| 10.º                      | Lotto Dstny               | + 51 min 06 s             |                           |

## Evolución de las clasificaciones
| Etapa                   |                         | Ganador _     | Clasificación general | Puntos        | Montaña       | Metas volantes   | Equipo _           |
| ----------------------- | ----------------------- | ------------- | --------------------- | ------------- | ------------- | ---------------- | ------------------ |
| 1.ª etapa               | etapa de montaña        | Tadej Pogačar | Tadej Pogačar         | Tadej Pogačar | Gotzon Martín | Aaron Van Poucke | Bahrain Victorious |
| 2.ª etapa               | etapa de media montaña  | Tadej Pogačar | Tadej Pogačar         | Tadej Pogačar | Gotzon Martín | Aaron Van Poucke | Bahrain Victorious |
| 3.ª etapa               | etapa llana             | Tim Wellens   | Tadej Pogačar         | Tadej Pogačar | Gotzon Martín | Aaron Van Poucke | Ineos Grenadiers   |
| 4.ª etapa               | etapa de media montaña  | Tadej Pogačar | Tadej Pogačar         | Tadej Pogačar | Gotzon Martín | Aaron Van Poucke | Ineos Grenadiers   |
| 5.ª etapa               | etapa de media montaña  | Omar Fraile   | Tadej Pogačar         | Tadej Pogačar | Gotzon Martín | Aaron Van Poucke | Ineos Grenadiers   |
| Clasificaciones finales | Clasificaciones finales |               | Tadej Pogačar         | Tadej Pogačar | Gotzon Martín | Aaron Van Poucke | Ineos Grenadiers   |

## Ciclistas participantes y posiciones finales
Convenciones:
- AB-N: Abandono en la etapa "N"
- FLT-N: Retiro por arribo fuera del límite de tiempo en la etapa "N"
- NTS-N: No tomó la salida para la etapa "N"
- DES-N: Descalificado o expulsado en la etapa "N"

## UCI World Ranking
La Vuelta a Andalucía otorgó puntos para el UCI World Ranking para corredores de los equipos en las categorías UCI WorldTeam, UCI ProTeam y Continental. Las siguientes tablas son el baremo de puntuación y los diez corredores que obtuvieron más puntos:
| Posición              | 1.º | 2.º | 3.º | 4.º | 5.º | 6.º | 7.º | 8.º | 9.º | 10.º | 11.º | 12.º | 13.º | 14.º | 15.º | 16.º-30.º | 31.º-40.º |
| Clasificación general | 200 | 150 | 125 | 100 | 85  | 70  | 60  | 50  | 40  | 35   | 30   | 25   | 20   | 15   | 10   | 5         | 3         |
| Por etapa             | 20  | 15  | 10  | 5   | 3   |     |     |     |     |      |      |      |      |      |      |           |           |
| Líder                 | 5   |     |     |     |     |     |     |     |     |      |      |      |      |      |      |           |           |

| Clasificación |                    |                          |         |       |       |       |
| Posición      | Ciclista           | Equipo                   | General | Etapa | Líder | Total |
| ------------- | ------------------ | ------------------------ | ------- | ----- | ----- | ----- |
| 1.º           | Tadej Pogačar      | UAE Emirates             | 200     | 60    | 20    | 280   |
| 2.º           | Mikel Landa        | Bahrain Victorious       | 150     | 25    | -     | 175   |
| 3.º           | Santiago Buitrago  | Bahrain Victorious       | 125     | 18    | -     | 143   |
| 4.º           | Enric Mas          | Movistar                 | 85      | 30    | -     | 115   |
| 5.º           | Carlos Rodríguez   | INEOS Grenadiers         | 100     | 13    | -     | 113   |
| 6.º           | Tao Geoghegan Hart | INEOS Grenadiers         | 70      | 3     | -     | 73    |
| 7.º           | Damiano Caruso     | Bahrain Victorious       | 60      | -     | -     | 60    |
| 8.º           | Lorenzo Rota       | Intermarché-Circus-Wanty | 50      | 10    | -     | 60    |
| 9.º           | Andreas Kron       | Lotto Dstny              | 40      | 5     | -     | 45    |
| 10.º          | Pavel Sivakov      | INEOS Grenadiers         | 35      | -     | -     | 35    |